# NGC 6609
NGC 6609 é uma galáxia espiral (S?) localizada na direcção da constelação de Draco. Possui uma declinação de +61° 19' 56" e uma ascensão recta de 18 horas, 12 minutos e 33,6 segundos.
A galáxia NGC 6609 foi descoberta em 4 de Agosto de 1883 por Lewis A. Swift.